# Teatro Palais

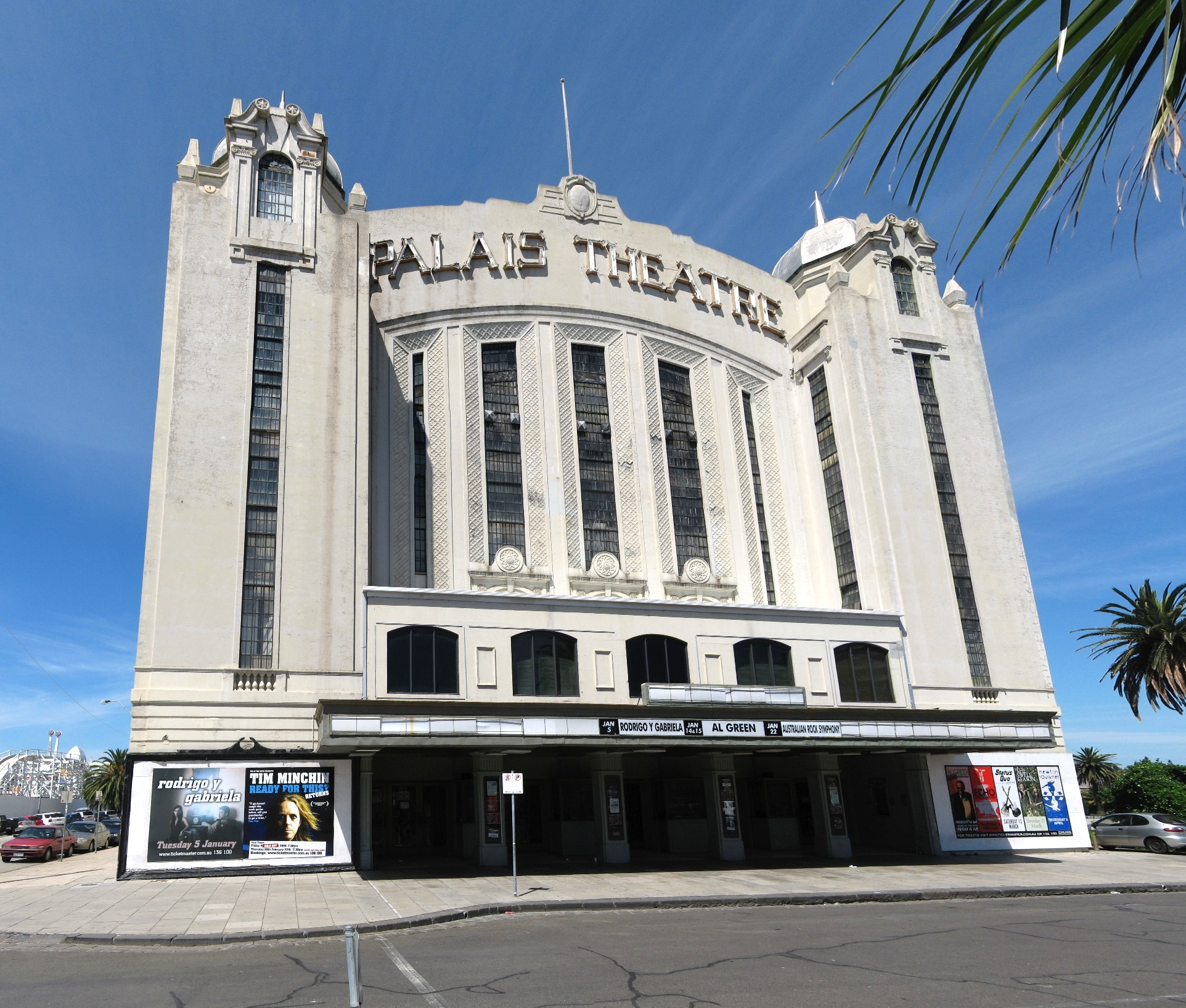
O Teatro Palais

O Palais é um tradicional teatro localizado na cidade de Melbourne, na Austrália, que suporta cerca de 2.800 pessoas.
O local foi construído e inaugurado em 1927, e ainda possui muito do design interno original; em 2006, no entanto, a prefeitura tentou fechar um acordo com algumas empresas para reformar o teatro, com uma estimativa de 20 milhões de dólares necessários, mas as negociações não foram concluídas e os planos foram abandonados.